# Haraldus Sandelius
Haraldus Sandelius, född 1668 i Vårdnäs socken, död 15 november 1725 i Stens socken, han var en svensk kyrkoherde i Stens församling.

## Biografi
Haraldus Sandelius föddes 1668 på Sandebo i Vårdnäs socken. Han var son till bonden Per. Sandelius blev 27 maj 1691 student vid Uppsala universitet, Uppsala och prästvigdes 10 juni 1698 till komminister i Kärna församling, Kärna pastorat. Han blev 1710 kyrkoherde i Stens församling, Stens pastorat. Sandelius drunknade i ett vatten dike natten till 15 november 1725 nära Prästgården i Stens socken.

### Familj
Sandelius gifte sig med Maria Aschanius (1677–1760). Hon var dotter till kyrkoherden Johannes Aschanius och Beata Jönsdotter i Rogslösa socken. De fick tillsammans barnen Johannes (född 1705) och Beata (1713–1717).